# Łuzki (powiat łosicki)
Łuzki – wieś sołecka w Polsce położona w województwie mazowieckim, w powiecie łosickim, w gminie Łosice. Wieś leży przy drodze wojewódzkiej nr 698 w odległości 7,5 km od Łosic.
Pierwsze wzmianki o miejscowości pochodzą z 1528 roku.
We wsi ma siedzibę rzymskokatolicka parafia Macierzyństwa Najświętszej Maryi Panny należąca do dekanatu Łosice w diecezji siedleckiej.
Ze wsi pochodzi uczestnik Bitwy o Anglię – por. obs. Józef Koryciński.
W latach 1975–1998 miejscowość należała administracyjnie do województwa bialskopodlaskiego.